# ماركو كرالييفيتش

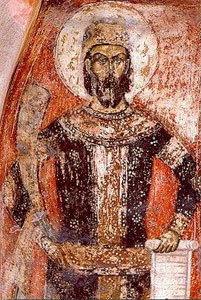
ماركو كما صور في كنيسة سوشيكا

ماركو مرنيافتشيفيتش (بالصربية: Марко Мрњавчевић) (عاش تقريبا بين عامي 1335 حتى 17 مايو 1395) كان ملك الصرب بحكم القانون بين عامي 1371-1395، في حين كان الحاكم الفعلي للأراضي في غرب مقدونيا ومركزه في بلدة بريليب. وهو معروف باسم الأمير ماركو : Краљевић Марко كراليفيتش ماركو (وتعني ماركو ابن الملك) والملك ماركو في بلغاريا ومقدونيا، وهو معروف في التاريخ الشفهي لدى السلاف الجنوبيين، وأصبح شخصية رئيسية خلال فترة الحكم العثماني على منطقة البلقان. والده هو الملك فوكاشين، الذي اشترك في حكم صربيا مع القيصر ستيفان أوروش الخامس، والذي تميز عهده بضعف السلطة المركزية والتفكك التدريجي للإمبراطورية الصربية. وشملت أملاك فوكاسين الأراضي في غرب مقدونيا، كوسوفو وميتوهيا. في عام 1370 أو 1371، قام بتتويج ماركو «الملك الشاب». وشمل هذا اللقب احتمال أن ماركو سيتولى العرش الصربي خلفا لأوروش الذي لم ينجب.
في 26 سبتمبر 1371، قتل فوكاسين وهزمت قواته في معركة ماريتزا. بعد حوالي شهرين، توفي القيصر أوروش. جعل هذا ماركو رسميا ملك الأرض الصربية. إلا أن النبلاء الصرب، الذين أصبحوا مستقلين فعليا عن السلطة المركزية، ولم يفكروا حتى بالاعتراف به حاكما أعلى عليهم. أصبح ماركو تابعا للعثمانيين في وقت ما بعد عام 1371. بحلول العام 1377، تم الاستيلاء على أجزاء كبيرة من الأراضي التي ورثها من فوكاسين من قبل النبلاء الآخرين. وبهذا فإن الملك ماركو كان حاكما إقليميا على منطقة صغيرة نسبيا في غرب مقدونيا. وموّل بناء دير القديس ديمتريوس قرب سكوبيه (المعروف باسم دير ماركو)، الذي انتهى العمل منه عام 1376. توفي ماركو في 17 مايو 1395 وهو يقاتل لصالح العثمانيين ضد الوالاشيين في معركة روفين.
رغم أن حكمه لم يكن بتلك الأهمية التاريخية، فقد أصبح شخصية رئيسية في في الحكايات الشعبية لدى السلاف الجنوبيين. حيث يتم تقديسه كبطل وطني من قبل الصرب والمقدونيين والبلغار، ويذكرونه في الفلكلور البلقاني بأنه شجاع وحامي الضعفاء، وأنه قاتل ضد الظلم وواجه الأتراك خلال الاحتلال العثماني.